# Johannes Britze
Johannes Britze, född 19 februari 1895 i Berlin, död 22 juli 1960 i Köpenhamn, var en tysk-dansk gravör, grafiker, målare och skulptör. Han är framför allt känd som exlibriskonstnär. 
Johannes Britze var son till gravören Friedrich Britze. År 1910 flyttade han med sina föräldrar till Köpenhamn där han till att börja med studerade gravering för sin far. Senare studerade han måleri vid den kungliga danska konstakademien för bland annat Peter Rostrup Bøyesen, Viggo Johansen och Harald Hansen. Under första världskriget tjänstgjorde han i den tyska armén och blev svårt skadad vid Miraumont. Efter kriget återvände han till Danmark och blev dansk medborgare. Han återupptog studierna vid konstakademien. Liksom sin far utvecklades Johannes Britze till en framstående exlibriskonstnär. Han utsågs också till vapenmålare vid det kungliga danska ordenskapitlet. Han graverade samtliga danska frimärken mellan 1933 och 1944 och graverade det svenska frimärket "Folkskolan 100 år" i två valörer från 1942. Under andra världskriget hamnade den tyskfödde Britze i en känslig position i Danmark, vilket gjorde att han blev tvungen att lämna sina offentliga uppdrag.